# Michael Goold
Michael Goold (ur. 1945) – brytyjski teoretyk zarządzania. Współzałożyciel Ashridge Strategic Management Centre. Autor prac Strategies & Styles (1987), Corporate Level Strategy: Creating Value in Multibusiness Company (1994). Pracował w Boston Consulting Group. Michael Goold i Andrew Campbell wyróżnili trzy główne style zarządzania:
1. kontrola finansowa
2. kontrola strategiczna
3. planowanie strategiczne

a także pięć stylów zarządzania rzadziej spotykanych:
1. scentralizowany
2. programowanie finansowe
3. spółka holdingowa
4. programowanie strategiczne
5. zarządzanie strategiczne wzorowane na kapitale zwiększonego ryzyka